# Makiivka, Kreminna
Makiivka (în ucraineană Макіївка) este localitatea de reședință a comunei Makiivka din raionul Kreminna, regiunea Luhansk, Ucraina.

## Demografie
Componența lingvistică a localității Makiivka
     Ucraineană (94,51%)
     Rusă (5,37%)
     Alte limbi (0,12%)
Conform recensământului din 2001, majoritatea populației localității Makiivka era vorbitoare de ucraineană (94,51%), existând în minoritate și vorbitori de rusă (5,37%).